# Vulsor quartus
Vulsor quartus là một loài nhện trong họ Ctenidae.
Loài này thuộc chi Vulsor. Vulsor quartus được Embrik Strand miêu tả năm 1907.